# Old Lyme
Old Lyme è un comune di 7 488 abitanti degli Stati Uniti d'America, situato nella Contea di New London nello Stato del Connecticut.